# Северняшки ансамбъл за народни песни и танци „Иван Вълев“
Северняшки ансамбъл за народни песни и танци „Иван Вълев“ е професионален фолклорен ансамбъл в град Плевен, България. Състои от три звена: танцов състав, хоров състав и оркестър. Към 2024 година главен художествен ръководител е Красимир Кондов, а директор е Данаил Цолов. Финансиран е от община Плевен. От 2011 година ансамбълът носи името на Иван Вълев.

## История
Северняшкият ансамбъл е основан през 1959 година като окръжен представителен битов ансамбъл към читалище „Георги Димитров“ (днес „Съгласие“). На извънредно заседание на ръководството към читалището с протокол 112 от 20 ноември се назначават:
- Гл.худ.р-л.: Стоян Свиларов
- Пом.рък.на хора: Васил Карагьозов
- Пом.рък.на орк.: Матей Велчев
- Рък.танц.съст.: Иван Стоев
- Пом.рък.танц. съст.: Иван Иванов - Манги
- Корепетитор: Денчо Генов
- Администратор: Тодор Минев

От 17 август 1961 година читалищното ръководство освобождава Стоян Свиларов от длъжността на главен художествен ръководител. На негово място, считано от 1 септември, е назначен Маестро Иван Вълев, който издига ансамбъла и го ръководи в продължение на 30 години.
Годините 1959 - 1970 са период на създаване, развитие и утвърждаване. Това е най-трудният, но същевременно и най-интересният етап, в който един битов колектив се превръща в ансамбъл.
През 1971 година Северняшкият ансамбъл за народни песни и танци получава своя професионален статут. Още с първата си премиера през 1972 година ансамбълът застава сигурно в редицата на водещите професионални ансамбли.
Периодът от 1971 до 1992 година ансамбълът нарича "Златните години".

През 1973 година щатните служители на ансамбъла наброяват 67 души. Макар и не голям, артистичният състав е в състояние да се справи със сериозните творчески задачи. За неговото професионално усъвършенстване се грижат както художествените ръководители, така и изтъкнати специалисти от БАН.
15 годишнината на ансамбъла се празнува с концерт спектакъл през 1974 година. Годината се свързва и с това, че ансамбълът напуска читалището, започва свой самостоятелен път и се обособява към ГСИК - Плевен. Най-голямото постижение по отношение материалната му база е добиването на самостоятелни и преустроени съобразно изискванията помещения. Ансамбълът разполага с репетиционни зали и за трите състава, шивалня, гардеробиерна, помещения за администрацията и собствен превоз за концерти и турнета.
През 1979 година ансамбълът изнася общо 144 концерта в Плевенски, Силистренски, Великотърновски, Врачански, Ловешки, Софийски, Бургаски, Сливенски, Ямболски и Русенски окръг. Правят се снимки за телевизията в София и Плевен. 
На 16 май Северняшкият ансамбъл представя премиерния концерт-спектакъл "Годишните времена", изграден по сценарий на Богомил Гудев. 
За творческия сезон 1981-1982 година ансамбълът участва в голям концерт, посветен на 1300-годишнината от основаването на българската държава, който завършва с "Песен за България" на Иван Вълев. 
1984 година минава под знака на 25 годишния юбилей. Новата програма е пищна музикално-танцова композиция, в която преобладава Мизия. Голяма част от постановките са реализирани с амбицията чрез тях да се покаже нов етап в творческото развитие на ансамбъла.  ДКТ "Балкантон" подготвя албум-кутия с три грамофонни плочи на ансамбъла, придружени с художествен албум-анотация. Проличава нова линия за ансамбъла - във всеки момент на сцената се играе, пее и свири. Нови постановки са "Мизийски сборенски танци" (хор.: Д. Димитров; муз.: Ив. Вълев), "Мамини мили ергени" (хор.: Г. Хинов; муз.: А. Шопов), "Лазарски импресии" (хор.: Г. Ценковски; муз.: акад. Н. Кауфман) и др. Музикални творби от новата програма са "Ой, Росице, ой тревице" (обр. Ив. Вълев; солисти: В. Цочева и Д. Димитров), "Църни Цеко" (обр.: акад. Н. Кауфман) и др.  
През 1985 година Северняшкият ансамбъл взема участие в Третия национален преглед на професионалните ансамбли за народни песни и танци в град Кюстендил. Първа награда печели песента на Николай Кауфман "Пило ли е магарето воду", изпълнена от хоровия състав на северняците. Ансамбълът получава добри отзиви и в научната литература. Отбелязва се високото професионално ниво на писане на музика към танц ("Лазарски импресии"; хор.: Г. Ценковски, муз.: акад. Н. Кауфман). Постановката е похвалена като творба, изчистена от сюжетност, разказвателност, но изведена до сценично обредно поведение чрез танц, в който се преплитат старинни лазарски и по-нови песни, разпространени чрез училищата.
На 1 и 2 юли 1988 година Северняшкият ансамбъл изнася премиерния концерт “Мизия – огнище българско” по сценография на Васил Доков. В новата програма има три основни музикално-танцови постановки: “Музикално-танцови картини от Видинско” (хор.: Г. Ценковски, муз.: Ив. Вълев; състои се от: "Белоградчишки игри", "Новоселки", "Острокапци", "Старинни ора"), “Песни и танци от поречието на река Вит” (хор.: Г. Хинов; муз.: Ив. Вълев; състои се от: "Тетевенки", "Шамани", "Хора на леса", "Гигенски ритми") и “Банатски празник” (хор.: Т. Бекирски; муз.: акад. Н. Кауфман). Спектакълът бива представен и в НДК на Декемврийските музикални вечери – София ’88, организиран от Съюза на музикалните дейци в България. За 1990 ансамбъла изнася 178 концерта в страната и чужбина. Съгласно подписани договори между "София-концерт" и канадската фирма "Интерконцерт" и след покана на известните импресарии Кирил Чимев и Ив Моро артисти от ансамбъла заминават за Канада, след което за САЩ. Изявите са общо 76 пред близо 80-хилядна публика. 
1992 година започва с освобождаване поради пенсиониране на главния художествен ръководител Иван Вълев. Новият ръководител на ансамбъла е Ангел Шопов, а диригент на хора - Лилия Тошева. Гето Ценковски остава хореограф.   
През 1994 Северняшкият ансамбъл празнува 35 години. Подарък за плевенчани е спектакълът "Заиграли са, запели" с режисьори Илиана Михова и Албена Кръстева. Концертът започва с нетрадиционно пластично решение - игра на сенки от Илиана Михова по музика на Ангел Шопов. 
През 1999 година ансамбълът изнася 3 знакови концерта - по случай кръгъл юбилей, по случай 50-годишнината на Димитър Димитров - Мустака и по случай 60-годишнината на Ангел Шопов. От началото на новия сезон за главен художествен ръководител е назначена Лилия Тошева.
За 2002 година са реализирани 53 концерта в цялата страна и 25 музикално-образователни програми, предназначени за ученици и военнослужещи. Подготвят се три нови постановки от хореографите Тодор Бекирски ("На север от Балкана"; муз.: Г. Андреев), Тодор Карапчански ("Северняшка плетеница"; муз.: Цв. Цветков) и Албена Кръстева ("Среща на предела"; муз.: Кр. Кондов).
На 5 юли 2004 година в Плевен е представен нов концерт-спектакъл  "Кристален извор", посветен на 45 годишнината на Северняшкия ансамбъл. Специално за него са създадени нови танцови постановки: “Пролетни игри” (хор.: Ил. Михова, муз.: Г. Андреев) и “Беломорски танци” (хор.: Ив. Иванов, муз.: Г. Андреев)." През 2005 година спектакълът е представен в зала 1 на НДК.
През 2008 година община Плевен и Северняшкият ансамбъл организират бенефис концерт по повод 80-ата годишнина на Маестро Иван Вълев. В зала "Плевен" е представен филмът "Северняшка въртележка", реализиран от режисьора Стефан Мушатов и екип от БНТ и посветен на Маестрото. Ансамбълът взема участие и в концерта "Класиците на българския танц", осъществен в зала 1 на Националния дворец на културата в София. 
2009 година е известна с няколко знакови събития: 50-годишнина на ансамбъла, 60-годишнина и 40 години творческа дейност на солиста Димитър Димитров - Мустака. Хоровият състав 18 години по-късно отново участва в традиционния преглед "Нова българска музика" в НДК.
През 2011 Плевен е домакин на първото издание на Международния фолклорен фестивал "Плевен 2011", в който съорганизатор е Северняшкият ансамбъл. През август общинският съвет на Плевен решава ансамбълът да носи името на своя дългогодишен главен художествен ръководител и диригент Иван Вълев.
През 2014 година се празнува 55-годишнина на ансамбъла с концерта "Духът на Мизия" по сценарий и режисура на Георги Хинов. Поради големия интерес, спектакъла е повторен. от 4 до 6-и септември 2015 година в Плевен се провежда Международен балкански фолклорен фестивал "Плевен пее и танцува" с над 400 участници. Организатори са община Плевен и Северняшки ансамбъл.

След провеждане на конкурс през 2016 за главен художествен ръководител е назначен Красимир Кондов, а по-късно през годината и Мартин Мочков - за хореограф. Директор е Мариян Туджаров. През 2017 година Северняшкият ансамбъл представя проектът "Пей ми песен, северняко" с гост-солисти Димитър Димитров, Христо Косашки, Даниел Спасов, Милен Иванов, Петър Георгиев и мъжката вокална формация "Светоглас". Подарък за 140-годишнината от Плевенската епопея е спектакълът "От мегдана" по музика на Красимир Кондов и хореография на Мартин Мочков.
От 2021, след конкурс, за директор е назначен Данаил Цолов. 
Работата на ансамбъла е затруднена поради противоепидемичните мерки, свързани с COVID-19. При възможност концертната дейност продължава. Ансамбълът традиционно прави концерт по случай празника на Плевен. Състои се концертът "Да бъдем заедно" с учениците от НУИ "П. Пипков", посветен на 60 години от създаването на училището. 
Северняшкият ансамбъл гостува на МФФ "Варненско лято" във Варна през август. Артистите участват и в програмата по посрещането на олимпийските шампионки Ивет Горанова и Стойка Кръстева в Плевен.
През декември се състои празничен концерт "Коледни искри".
2022 e изпълнена с успехи за Северняшкия ансамбъл за народни песни и танци „Иван Вълев“. Ансамбълът прави изяви на територията не само на България, но и в чужбина на два континента – Европа и Азия. Общата публика на хор, оркестър и танцов състав наброява около 300 000 души, а към голямата колекция от награди са добавени още.

От началото на 2022 Северняшкият ансамбъл започна своите концертни изяви из села и градове в България. Част от тях са в Плевен, Ловеч, София, Свищов, Кнежа, Исперих и др. Ансамбълът става част и от концерта „Фалмис и приятели“, организиран от Дружеството на банатските българи в България. Проведени са и няколко образователни концерта пред ученици.
Други знакови концерти са четири от поредицата „Кръстопът на приятелството“, осъществени с Национален фолклорен ансамбъл „Филип Кутев“ и ансамбъл „Пирин“. Три от спектаклите са в чест на хореографа Тодор Бекирски. 
Неспиращи овации Северняшкия ансамбъл получава и на Националните празници на професионалното фолклорно изкуство в град Пазарджик. 
Отличителни са турнетата през годината. За 4 месеца ансамбълът пътува 3 пъти в чужбина - в Унгария, в Швейцария и в Република Корея.
През декември певици от хòра за поредна година взимат участие в концерта на Плевенска филхармония „Аве Мария“ със солист Люси Дяковска. Състои се и празничният концерт „Коледен благослов“, на който гости са дългогодишният солист на ансамбъла Димитър Димитров и ученици от Национално училище по изкуствата „Панайот Пипков“.

В края на годината Северняшкият ансамбъл е отличен с награда за издигане престижа на Плевен в национален и международен мащаб.
2023 също е успешна. Ансамбълът не само прави близо 90 изяви в България и чужбина (Румъния), но и се сдобива с поредна награда. Започва подготовка на нови танцови постановки, песни и оркестрови мелодии, заложени за премиера през следващата година. Възстановява се постановката "Пролетни игри" по хореография на Илиана Михова.
От началото на годината започва изнасянето на образователни концерти в детски градини и училища на територията на Плевен. Ученическите програми са съсредоточени върху представянето на зимни и пролетни празници, запознаване с традиционни инструменти, песни и костюми. 
Провежда се специален “Мъжки концерт за жените” по случай 8 март. Други знакови изяви са два концерта от поредицата „Кръстопът на приятелството“, осъществени съвместно с Професионален фолклорен ансамбъл „Странджа“ и Ансамбъл за народни песни и танци „Пазарджик“.   
На 16.05 Красимир Кондов, главен художествен ръководител на ансамбъла, отбеляза своите 40 години творческа дейност, както и 60 годишен юбилей на сцената на ДКТ „Иван Радоев“ с авторски концерт. 
В спектакъла взимат участие Северняшки ансамбъл „Иван Вълев“ , ученици от специалност „Народно пеене“ при НУИ „Панайот Пипков“ – Плевен, „Ева квартет“ – София и Гайдарски оркестър към НУИ „Добри Христов“ – Варна. В края на концерта г-н Кондов е удостоен с „Почетния знак на Плевен“ и престижната награда „Златна лира“ за творчески принос във фолклорното изкуство. Концертът получава много добри отзиви.
През септември артисти от ансамбъла участват като модели в ревю-спектакъл "Българските национални костюми" в рамките на Винарското изложение "Сторгозия".
На 25.11 Мартин Мочков,  хореограф на ансамбъла,  отбелязва своята 50 годишнина, както и 25 години творческа дейност с авторския концерт-спектакъл „Пътят…“.  Събитието събира на една сцена много състави като Северняшки ансамбъл, Ансамбъл „Мизия“ – Плевен, Фолклорен ансамбъл „Тракия“, Ансамбъл „София-6“, Трупата на Нешка Робева и др.
В края на годината ансамбълът е награден със Златна монета „Култура“ от Съвета на европейската научна и културна общност и Българския културен център „Ботев институт“. Отличието получава директорът на ансамбъла на церемония в Българския културен дом в Рим, Италия. Златната монета „Култура” е връчена за висок авторитет и обществено признание, и принос към развитието на българската култура.
2024 година започва с подготовка за 65-годишния юбилей на Северняшкия ансамбъл за народни песни и танци. Работи се по нови танцови постановки по хореография на Велизар Василев, Илиан Недялков (муз.: Борислав Гълъбов) и Мирослав Димитров (муз.: Даринка Цветкова). Провеждат се образователни концерти. Състои се и второто издание на "Мъжки концерт за жените" по случай 8-ми март.
През март ансамбълът се включва в кампанията "Бъдеще без болка за Мария" с благотворителен концерт заедно с НУИ “Панайот Пипков“ гр. Плевен и Фолклорен Ансамбъл „Мизия“ - Плевен.
През юни ансамбълът гостува като изпълнител на финала на конкурса "Топ 10 български танцов фолклор", провел се в зала 1 на НДК. За първи път се представя пред българска публика продукцията, осъществена съвместно с Гвардейския представителен духов оркестър към Националната гвардейска част.
През юли ансамбълът пътува зад граница в Северна Македония, където взема участие в 2 фестивала.  
На 1 и 2 ноември Северняшкият ансамбъл тържествено отбеляза 65 години от основаването си с две отделни концертни програми – „Наследството“ и „На север от Балкана“. Двата спектакъла показват не само работата на ансамбъла през годините, но и новаторските подходи към обработката на традиционни музика, песни и танци.
По време на втория спектакъл Северняшкият ансамбъл е удостоен със Специалната награда на Съюза на българските музикални и танцови дейци за изключителен принос към българския фолклор. Ансамбълът получава и грамота „Почетно звание на академията – достойни носители на българското традиционно изкуство“, връчена от Академичния съвет на Международната академия на обединените българи. Наградата се присъжда за високи художествено-творчески постижения в изследването, съхранението, популяризирането и утвърждаването на българската традиционна култура като част от световното културно наследство. На 17 декември Северняшкият ансамбъл представя и трети концерт за гражданите на Плевен по случай 65-годишния юбилей.  
Към момента ансамбълът се ръководи от следния творчески състав:
- Директор: Данаил Цолов
- Гл.худ.р-л.: Красимир Кондов
- Диригент на хора: Анелия Макавеева
- Диригент на оркестъра: Николай Борисов
- Хореограф: Мирослав Лазаров
- Гардероб: Нели Шопова

През 2024 Северняшкият ансамбъл празнува своята 65 годишнина. 

## Репертоар
Репертоарът на Северняшкия ансамбъл е изключително богат и концентриран основно върху песни, музика и танци на Северна България. Въпреки това програмите са разнообразни като представят по обработен начин изкуствата на отделните региони в северната част на страната.
За репертоара на ансамбъла са допринесли редица хореографи и композитори, най-отличаващите от които са: Гето Ценковски, Живко Петров, Илиана Михова, Димитър Димитров, Методи Кутев, Георги Хинов, Тодор Бекирски, Тодор Карапчански, Даниела Нушкова, Христо Иванов; Иван Вълев, Ангел Шопов, акад. Николай Кауфман, проф. Кирил Стефанов, Петър Льондев, Стефан Драгостинов, Красимир Кондов, Веселин Личев, Янко Желязков, Анастас Наумов и др.
Танцов състав
Успехът на хореографските композиции се дължи както на майсторството на изпълнителите, така и на стилния усет на хореографите към запазване на традиционните белези на народните танци. Емблематични постановки за ансамбъла и до днес са “Музикално-танцови картини от Видинско” (хор.: Г. Ценковски; муз.: Ив. Вълев), “По Гергьовден” (хор.: Д. Димитров; муз.: Ив. Вълев), “На север от Балкана” (хор.: Т. Бекирски; муз.: Г. Андреев), “Лазарски импресии” (хор.: Г. Ценковски; муз. акад. Н. Кауфман), “Шопска сюита” (хор.: М. Дикова; муз.: Ф. Кутев) и др. 
Северняшкият ансамбъл е единственият професионален фолклорен ансамбъл в България, в чийто репертоар съществува постановка, изработена върху основа на народните песни и танци на банатските българи  ("Банатски празник"; хор.: Т. Бекирски, муз.: акад. Н. Кауфман). 
Хоров състав
Хорът на Северняшкия ансамбъл пее и танцува в повечето масови композиции. В репертоара на звеното има изключително голям брой песни, като поне 100 са а капелни. Отличителни за Северняшкия ансамбъл в продължение на повече от 50 години са песните “Тъкала ли си, момина мале” и “Прочула се Неранза” по обработка на Маестро Иван Вълев. 

## Международни изяви
Северняшкият ансамбъл е известен с множество изяви в чужбина като първата такава е през 1962 година в Хелзинки, Финландия. Ансамбълът е посетил още Полша (1964, 2005, 2012, 2019) Швейцария (1966, 2022), Съветски съюз (1967, 1974, 1977), Франция (1966, 1971, 1984, 1991, 1992, 1996, 2001, 2003, 2007), Мароко (1973, 1995), Йордания (1975), Сирия (1975), Италия (1978, 1982, 1993, 2006), Испания (1985, 1989), Португалия (1985), Канарски острови (1986), ГДР (1989), Унгария (1989, 2005, 2022), Канада (1990), САЩ (1990), Германия (1995, 1996, 2001), Русия (1996, 2001, 2008, 2013), Украйна (1997), Румъния (1999, 2023), Чехия (2005), Словакия (2005), Белгия (2006, 2007), Северна Македония (2008, 2012, 2017, 2024), Република Корея (2022).
Само за последните 3 години Северняшкият ансамбъл осъществява доста концертна на дейност в чужбина.
Унгария - 2022
През юни 2022 г. Северняшкият ансамбъл за народни песни и танци “Иван Вълев” печели две награди от 27-мия Дунавски карнавал в град Будапеща, Унгария. Специална награда за музика получават хор и оркестър. Ансамбълът взима участие в концертните програми с музикално-танцовите постановки “Видински танци”, “На север от Балкана”, “Лазарки”, “По Гергьовден” и “Шопска сюита”.
Швейцария - 2022
 

През юли 2022 година, по покана на Главния изпълнителен директор на Световния фестивал на военните оркестри „Basel Tattoo“ Ерик Джулиард, танцовият състав на Северняшкия ансамбъл за народни песни и танци „Иван Вълев“ придружи Гвардейския представителен духов оркестър към Националната гвардейска част на сцена в Конфедерация Швейцария. Безспорен успех е първата колаборация между фолклорен танцов състав и духов оркестър.  
Българското гостуване във фестивала „Basel Tattoo 2022“ е първото такова за страната, като Северняшкият ансамбъл е третият професионален фолклорен ансамбъл в света след руския „Игор Моисеев“ и мексиканския „Tenochtitlan“, който бива поканен лично от директора Ерик Джулиард.
Съвместната работа на двата състава бе представена в град Базел. В рамките на 11 спектакъла Северняшкия ансамбъл и Духовия оркестър представиха общ проект по музика на Николай Братанов, подполк. Ради Радев и Атанас Бояджиев, и хореография на Мартин Мочков и Данаил Цолов. 
Република Корея - 2022
През септември 2022 танцовият състав на ансамбъла заминава отвъд океана в Република Корея. Там той взе участие в най-престижния международен танцов конкурс в Корея – „Cheonan World Dance Competition“. Танцовият състав представи емблематични постановки в няколко общи концерта заедно с другите интернационални групи. Участията бяха в градовете Чонан и Мокпо, като в единия от тях се състоя и масов уличен парад, на който всеки състав представи картина от репертоара си. Северняшкият ансамбъл успя да се завърне в България със сребърна награда. 
Румъния - 2023
В периода от 3 до 10 юли Северняшкият ансамбъл за народни песни и танци „Иван Вълев“ – Плевен представя България на два международни фестивала в Румъния – Фестивал „Hercules“ в Баиле Херкулан и Фестивал „Inimilor“ в Тимишоара. Специално изпълнение е композицията „Банатски празник“ (хор.: Т. Бекирски, муз.: акад. Н. Кауфман). Други изпълнения от програмата са а капелните песни „Мила ми е Руска“ (обр. Красимир Кондов) и „Прочула се Неранза“ (обр. Иван Вълев). В един от фестивалните дни Северняшкият ансамбъл посещава село Стар Бешенов и поздравява банатските българи с кратка концерт.
Северна Македония - 2024
По покана на Центъра за култура „Григор Пърличев“ – Охрид, с подкрепата на Сдружение за култура и изкуство АртВивенди и Български културно-информационен център – Скопие, Северняшкият ансамбъл за народни песни и танци „Иван Вълев“ взема участие в програмата на 63-и „Балкански фестивал“ на 4 и 5 юли 2024 г. в Република Северна Македония.
По покана на Негово Превъзходителство г-н Ангел Ангелов, посланик на Република България в Република Северна Македония и г-жа Антония Велева – директор на Културния център на България в Скопие, Северняшкият ансамбъл взима участие и във втори престижен фестивал, провеждащ се в град Охрид – „Дни на балканската култура и изкуство”.

## Награди
Северняшкият ансамбъл защитава достолепието и безспорната класа на своето изкуство, призвано да напомня за богатството, жизнеустойчивостта и духовното излъчване на българския фолклор. Годините минават в творческо напрежение и активност, изпълнени с хубави дела и високи художествени постижения, завоюване на нови и нови върхове в изпълнителското майсторство, за които говорят и множеството награди. Част от тях са: "Златна карта", "Кристална лира" на СБМТД, почетен знак "Златен век", "Почетен знак на Президента на Република България" и много други.

## Албуми
- Северняшки ансамбъл за народни песни и танци - Плевен (1975)
- Северняшки ансамбъл за народни песни и танци - Плевен (1978)
- Северняшки ансамбъл за народни песни и танци - Плевен (1981)
- Северняшки ансамбъл за народни песни и танци - Плевен (1984)
- Избрани песни. Иван Вълев; изпълнява Северняшки ансамбъл за народни песни и танци - Плевен (1988)
- Северняшки ансамбъл за народни песни и танци - Плевен - По Света (1990)
- Фолклорни перли /Pearls of folklore/ (2003)

## Филми
- 25 години Северняшки ансамбъл (1984); ТСЦ Русе
- Концерт на Северняшкия ансамбъл - гр. Плевен (?); РТЦ Русе
- Folk Wirligig (1989); реж. Ст. Мушатов
- Северняшка мешаница - Северняшки ансамбъл Плевен (1994);
- Концерт на Държавен Северняшки ансамбъл - гр. Плевен (1996); РТЦ Русе
- “Кристален извор”. Концерт-спектакъл на Северняшки ансамбъл Плевен (2005); BBT
- Северняшка въртележка (2007); реж. Ст. Мушатов; БНТ
- Концерт-спектакъл "Духът на Мизия" по повод 55 години Северняшки ансамбъл за народни песни и танци "Иван Вълев" - Плевен (записан през 12.2014); ТВ КИС 13
- От мегдана - фолклорен спектакъл на Северняшки ансамбъл - Плевен (2019); БНТ 2 - Русе

## Книги
- Драганова, Р. (2003). Иван Вълев и Северняшкият ансамбъл (Изследвания, статии, мнения, обобщения на музиковеди и културни дейци. Обработки и авторски музикални произведения, публицистика). Велико Търново: Фабер;
- Макавеева, А. (2019). 60 години Северняшки ансамбъл за народни песни и танци "Иван Вълев" - Плевен. Плевен: МЕДИАТЕХ.

## Ръководители през годините[3][11]
| Име                     | Период      | Име                     | Период      |
| ----------------------- | ----------- | ----------------------- | ----------- |
| Стоян Ангелов Свиларов  | 1959 - 1961 | Данаил Стаменов Цолов   | 2012 - 2013 |
| Иван Димитров Вълев     | 1961 - 1991 | Георги Христов Хинов    | 2012 - 2015 |
| Ангел Василев Шопов     | 1992 - 2000 | Мариян Ленев Туджаров   | 2016 - 2019 |
| Лилия Миткова Тошева    | 2000 - 2007 | Красимир Николов Кондов | 2019 - 2021 |
| Джейлян Зия Демирев     | 2008 - 2011 | Данаил Стаменов Цолов   | 2021 -      |
| Красимир Николов Кондов | 2016 -      |                         |             |

|                                | Период      |
| ------------------------------ | ----------- |
| Гето Иванов Ценковски          | 1971 - 1999 |
| з.а. гл. хор. Димитър Димитров | 1980 - 1984 |
| Георги Христов Хинов           | 1985 - 1990 |
| Михаил Борисов Денев           | 1999        |
| Джейлян Зия Демирев            | 2000 - 2001 |
| Илиана Иванова Михова          | 2001 - 2006 |
| Данаил Стаменов Цолов          | 2007        |
| Джейлян Зия Демирев            | 2008 - 2011 |
| Албена Венциславова Кръстева   | 2012        |
| Георги Христов Хинов           | 2013 - 2015 |
| Мартин Величков Мочков         | 2017 - 2024 |
| Мирослав Лазаров               | 2024 -      |